# Guayaquila inflata
Guayaquila inflata är en insektsart som beskrevs av Dietrich. Guayaquila inflata ingår i släktet Guayaquila och familjen hornstritar. Inga underarter finns listade i Catalogue of Life.